# Яцимірська-Кронтовська Марія Климентіївна
Яцимі́рська-Кронто́вська Марія Климентіївна (1898–1961) — мікробіолог родом з села Гаврилівка на Херсонщині. Закінчила Київський жіночий медичний інститут 1920 року. Працювала в різних науково-дослідних установах Києва і Москви. Автор наукових праць з питань імунології, епідеміології і профілактики висипного тифу та інших рікетсіозів.

## Біографія
Закінчила Київський жіночий медичний інститут 1920 року. 13 липня 1921 року професор кафедри бактеріології Марко Нещадименко запропонував кандидатуру санітарного лікаря Марії Яцимірської асистентом кафедри терміном на один рік. Працювала лаборантом, помічником асистента, асистентом до кінця 1923 року.
Брала участь у 2-ому Всесоюзному з'їзді фізіологів у Ленінграді 24-29 травня 1926 року, 27 травня виступала з доповідями (разом з Олексієм Кронтовським та І. А. Бронштейном) «Про дослідження обміну речовин у тканинних культурах і про вплив на нього інсуліну»  та «Про  фізико-химичні й мікрохімічні критерії життєдіяльності експлантатів і їхнього застосування для вивчення інсуліну».
Між 1923 і 1926 роком одружилася з патофізіологом Олексієм Кронтовським. З 1933 року після смерті чоловіка виїхала до Москви.
У березні 1937 році виступала з доповіддю під час I французько-радянського мікробіологічного тижня в Москві, присвяченою вакцинам проти тифу.
Була керівницею експедиції, що відкрила збудника середньоазійського кліщового поворотного тифу у 1938 році. Дослідила епідеміологічну природу, збудника та переносника цього захворювання. Переносником збудника виявився кліщ  Dermacentor nuttalli, а природним вогнищем інфекції — популяції гризунів.
Очолювала інші наукові експедиції з дослідження кліщів та збудників хвороби, виявила природне вогнище кліщового рікетсіозу в Киргизії.
Під час радянсько-німецької війни в СРСР використовували створену учнями Олексія Кронтовського Яцимірською-Кронтовською та Михайлом Маєвським і названу на їхню честь «легеневу вакцину Кронтовської-Маєвського». Збудником тифу рикетсією інфікували легені лабораторних мишей, потім тканину легень гомогенізували та обробляли формаліном. Отриману суміш вводили для імунізації хворих.
У 1941-1961 роках працювала в московському НДІ епідеміології і мікробіології МОЗ СРСР.

## Нагороди
У 1942 році нагороджена Орденом Леніна за розробку протитифозної вакцини.
Лауреатка Сталінської премії 3-го ступеню разом з Михайлом Маєвським за 1942 рік за розробку протитифозної вакцини.

## Публікації
- Radzimowska, W. W.; Jazimirska, M. C. (1925). Über die Bestimmung der Wasserstoffionen-Konzentration in Einzelnen Bakterienkolonien. Klinische Wochenschrift. 4 (2): 72—73. doi:10.1007/BF01748138. ISSN 0023-2173.(нім.)
- Krontowski, A., Bronstein u.Jazimirska-Krontowska: Über physikalisch-chemische und chemische “Indicatoren” der Lebenstätigkeit explantierter Gewebe und deren Anwendung zum Studium der Insulinwirkung. Vortrag 2. allruss. physiol. Tagg Leningrad 1926.
- Krontowski, A. A., and M. C. Jazimirska-Krontowska. "Stoffwechselstudien an Gewebskulturen. II. Uber Zucherverbrauch durch Gewebskulturen eines mittels Passagen nach Carrel in vitro geziichteten reinen Fibroblastenstammes." Arch. Exp. Zellforsch. Besonders Gewebezwecht 5 (1926): 114-124.
- Jazimirska-Krontowska, M. C. u.Lasareff: Über Fett- und Lipoidstoffwechsel in Gewebskulturen. Allruss. path. Tagg Kiew 1927.
- Jazimirska-Krontowska, M. C. u.Magath: Über die Verteilung von K und Ca in den Zellen von Gewebskulturen. Allruss. path. Tagg Kiew 1927.
- Krontowski, A., Bronstein u.Jazimirska-Krontowska: Stoffwechselstudien der Gewebskulturen. II. Über Zuckerverbrauch durch Gewebskulturen eines mittels Passagen nachCarrel in vitro gezüchteten reinen Fibroblastenstammes. Arch. exper. Zellforsch.5, 114 (1928).
- Krontowski, A., Bronstein u.Jazimirska-Krontowska: La dynamique des processus vitaux dans les cultures de tissues et l'action exercée par la toxine diphtérique. C. r. Soc. Biol. Paris102, 293 (1929).
- * Krontowski, A., Bronstein u. Jazimirska-Krontowska: Über die Wirkung des Diphtherietoxins auf die Dynamik der Lebensvorgänge in den Gewebskulturen. Z. Microbiol. (russ.)9, 205 (1929).
- Krontowska-Jazimirska. "Influence du potassium et du calcium sur la croissance et la métabolissme des tissues in vitro." C. r. Soc. Biol. Paris 103 (1930): 1182-1182.
- Krontowski, A. A.; Jazimirska-Krontowska, M. K.; Ssawitzka, H. P. (1932). Beiträge zur Wirkung der Monojod- und Monobromessigsäure auf Tumoren. Zeitschrift für Krebsforschung. 37 (1): 457—491. doi:10.1007/BF01618552. ISSN 0171-5216.
- Krontowski, A., & Jazimirska-Krontowska, M. C. (1932). Action de l'acide monobromacétique et de l'acide monoiodacétique sur le métabolisme des cellules et sur la croissance in vitro et in vivo des tissus normaux et des tumeurs. C. r. Soc. Biol. Paris, 109, 190-190.
- KRONTOWSKY, A. A. ; JAZIMIRSKA-KRONTOWSKA, M. C. ; SAVITSKA, H. P. ; SOLITERMAN, P. L. Application de la méthode des cultures de tissus à l'étude du typhus exanthématique. V. Nouvelles expériences de culture du virus du typhus exanthématique par de nouveaux procédés. Ann. Inst. Pasteur 1934 Vol.53 No.6 pp.654-663 pp. ref.8 charts 29 (рос.)
- Яцимирская-Кронтовская М. К. Клещевой сыпной тиф // Всесоюз. конф. эпидемиологов, микробиологов и инфекционистов: Тез. докл. М., 1939. С. 114—118
- Кронтовская М. К. Клещевой сыпной тиф. Труды Конфер. микробиологов, эпидемиологов и инфекционистов в Москве. — М., 1940, с. 114.
- Кронтовская М. К., Шматиков М. Д. К эпидемиологии клещевого сыпного тифа Центральной Сибири. Ж. микробиол. эпидемиол. и иммунобиол., 1943, № 1-2, с. 65.
- М.К.Яцимирская-Кронтовская. Сыпной тиф и борьба с ним; Центр. Методстанция  Санпросвета  Наркомздрава Азерб. ССР.- Баку: Азернешр, 1944.- 32 с
- Яцимирская-Кронтовская, М. К. Сыпной тиф и борьба с ним. — Москва: Ин-т сан. просвещения, 1945 (тип. изд-ва «Моск. большевик»). — 24 с. (рос.)
- Кронтовская М. К., Савицкая Е. П. Клещевой сыпной тиф на Востоке СССР. Советская медицина, 1946, № 12, с. 15-16.
- V. I. Tovarnickij, M. K. Krontovskaya & N. Ceburkina (December 1946). Chemical composition of Rickettsia prowazeki. Nature. 158 (4025): 912. PMID 20279062.
- Яцимирская-Кронтовская, М. К. Паразитарные тифы, 1951
- Гиндин, А. П., Яцимирская-Кронтовская, М. К., Жив, Б. В., & Салагова, Т. А. (1955). Патоморфология местной реакции на введение осажденных вакцин против сыпного тифа. Журнал микробиологии, эпидемиологии и иммунобиологии, 69.
- Яцимирская-Кронтовская М. К. Научные основы ликвидации сыпного тифа // Проблема риккетсиозов: тез докл. науч.-практ. совещания. Краснодар: Книжное изд-во, 1960. С. 3–4
- М.К. Яцимирская-Кронтовская. Проблема риккетсизов и профилактика риккетсиозных заболеваний. Проблемы эпидемиологии и микробиологии. Итоги научной деятельности Института эпидемиологии и микробиологии им. почетн. акад. Н.Ф. Гамалеи. Часть I. Под общей редакцией директора института проф. С.Н. Муромцева. М. Типография № 1 хозотдела Госплана СССР 1959 г. 247 с.(рос.)